# FNNスーパーニュースほっとKANSAI
『FNNスーパーニュースほっとKANSAI』（エフエヌエヌスーパーニュースほっとカンサイ）は、関西テレビで2001年4月2日から2006年3月31日までに生放送された平日夕方の関西ローカルワイドニュース番組。

## 番組概要
- 3年間で終了した『FNNスーパーニュースKANSAI』の後継番組としてスタート、この番組から再びキー局とは異なる独自のタイトルロゴを使用する。

- 開始当初のタイトルは『FNNスーパーニュースほっとカンサイ』だった[1]。

- 2002年4月1日からは毛利がメインキャスターに登板し、番組名も『ほっとKANSAI』と、一部ラテン文字表記になった[2]。

- 2005年4月4日からは、『スーパーニュース』の17時台を関西テレビもネット開始した。キー局制作のニュース番組を17時台からネットする編成としては、元々17時台に全国ニュースを放送しているテレビ大阪を除けば、在阪民放では初のケースとなる[3]。なお、プロ野球・阪神タイガース戦のナイター中継を18:17から放送するときは17:40頃の「文化芸能部」のコーナーを「ほっとKANSAI」に差し替えて放送していた。また、稀に「文化芸能部」のコーナーを独自の芸能情報（主に関西テレビ主催イベントの情報）に差し替えるときもあった（スポーツキャスターが担当）。なお、ローカルニュースでは、テレビ大阪が長年17時台にローカルニュース『ビジネス525』を放送している他、NHK大阪放送局も2001年4月2日から17時台にローカルニュース『かんさいニュース1番』を放送していた（現在は両方とも終了）。

- 2005年4月25日に発生したJR福知山線脱線事故の際、通常スーパー特報を放送しているフジテレビが4月26日と4月27日の2日間、18:17 - 18:30頃まで「ほっとカンサイ」を同時ネットした事がある。

- 2006年2月13日、2005年12月23日に2時ワクッ!の放送を終了させたことに伴い、情報番組と報道番組を統合し、『FNNスーパーニュースアンカー』とリニューアルする事が発表された。それに伴い、フジテレビからの『スーパーニュース』17時台のネットも、わずか1年で廃止された[4]。

## 放送時間
| 期間      | 期間      | 放送時間（日本時間）               |
| --------- | --------- | ---------------------------------- |
| 2001.4.02 | 2002.9.27 | 平日 17:54 - 19:00（66分）         |
| 2002.9.30 | 2003.3.28 | 平日 17:50 - 19:00（70分）         |
| 2003.3.31 | 2005.4.1  | 平日 17:54 - 19:00（66分）         |
| 2005.4.4  | 2006.3.31 | 平日 16:54:45 - 19:00（126分15秒） |

## 歴代出演者

### 平日版キャスター変遷
| 期間 | 期間      | メインキャスター | メインキャスター | スポーツ   | スポーツ   | お天気 |
| 期間 | 期間      | 男性             | 女性             | 月 - 水    | 木・金     | お天気 |
| --- | --------- | ---------------- | ---------------- | ---------- | ---------- | ------ |
| 2001.4.2 | 2002.3.29 | 豊田康雄         | 林部香織         | 杉本なつみ | 杉本なつみ | 竹内隆 |
| 2002.4.1 | 2003.9.26 | 毛利八郎         | 林部香織         | 杉本なつみ | 杉本なつみ | 竹内隆 |
| 2003.9.29 | 2005.3.25 | 毛利八郎         | 林部香織         | 村西利恵   | 林弘典     | 竹内隆 |
| 2005.3.28 | 2005.9.30 | 毛利八郎         | 林部香織         | 村西利恵   | 林弘典     | 片平敦 |
| 2005.10.3 | 2006.3.31 | 毛利八郎         | 村西利恵         | 林弘典     | 吉原功兼   | 片平敦 |
| - 上記の初期出演者は全員『FNNスーパーニュースKANSAI』から続投。 - 番組終了時点の出演者のうち、吉原以外は全員『FNNスーパーニュースアンカー』も続投（毛利、林はナレーターとして）。 |           |                  |                  |            |            |        |

過去
- パーソナリティー：島本慈子（作家）、家本賢太郎（クララオンライン 社長）[5]

### 週末版（関西ローカル）キャスター
- 岡本栄
- 若田部克彦
- 梅田淳
- 林弘典
- 岡林豊明